# Lijst van personages uit Artemis Fowl
Dit is een lijst van personages uit de boekenreeks Artemis Fowl van Eoin Colfer.

## Hoofdpersonen

### Domovoi Butler
Domovoi Butler is Artemis' butler en lijfwacht. Hij wordt vaak gewoon “Butler” genoemd; zijn voornaam wordt pas in het derde boek voor het eerst onthuld wanneer hij wordt neergeschoten.
Domovoi komt uit een familie die al generaties lang de Fowl-familie dient. Elk nieuw lid van de Fowl-familie krijgt bij de geboorte een lid van de Butler-familie toegewezen als dienaar. Domovoi is van Europees-Aziatische afkomst. Hij heeft diepblauwe ogen en is uitzonderlijk groot.
Domovoi heeft een opleiding tot lijfwacht gevolgd aan “Madame Ko's Bodyguard Academy”. Hij is zeer bedreven in zowel gewapende als ongewapende vechttechnieken. Hij is de enige mens die ooit een trol heeft verslagen (zij het met behulp van Holly Shorts magie). Er zijn tevens wereldwijd maar twee mensen die nog bekwamer zijn in vechten dan Domovoi, en een van die twee is familie van hem.
Domovoi volgt Artemis overal ter wereld. Voor Artemis is hij meer dan slechts een dienaar.

### Holly Short
Kapitein Holly Short is een praatgrage en sarcastische elf. Ze is de eerste vrouwelijke kapitein van de elfBI (elf Beveiligings Instituut), waardoor zij een zogenaamde testcase is. Ze is duidelijk een stuk competenter dan de anderen en gedrevener dan haar meeste collega’s. Haar taak is het opsporen van niet-menselijke criminelen.
Ze wordt in het eerste boek gevangengenomen door Artemis, die haar weer wil vrijlaten in ruil voor exact één ton goud, in kleine ongemerkte staafjes. Omdat Holly niet zomaar een elf is maar een kapitein van de elfBI en ook nog eens een testcase is zetten de elfen alle (technologische) middelen in die ze hebben. Na dit incident komen Artemis en Holly langzaam op betere voet te staan met elkaar. Ze begrijpen elkaar persoonlijk.
Haar talenten worden vaak ondergewaardeerd vanwege haar geslacht. Haar uiterlijk wordt omschreven als “knap, maar op een gevaarlijke manier”. Ze heeft haar moeder verloren op jonge leeftijd.

### Foaly
Een centaur die als technicus werkt voor de elfBI. Hij is een van de slimste personages in de serie, maar erg paranoïde als het aankomt op mensen en hun technologie. Zo draagt hij altijd een hoed van aluminiumfolie om te voorkomen dat mensen zijn gedachten kunnen lezen, mochten ze ooit iets uitvinden waarmee dat kan.
Er is niet veel bekend over Foaly’s leven voor de serie. Ook zijn leeftijd is onbekend. Zijn uitvindingen worden vaak door Holly gebruikt bij haar missies. Foaly maakt vaak sarcastische opmerkingen die hem meer dan eens in de problemen brengen, maar hij kan niet worden ontslagen daar de elfBI hem veel te hard nodig heeft.
Foaly is niet geheel tegen mensen. Zo houdt hij wel van hun soaps, westernfilms en Star Trek.

### Turf Graafmans
Turf is een dwerg en een vijand van de elfBI. Hij is kleptomaan en heeft last van winderigheid. In het eerste boek wordt hij ingehuurd om in te breken in het landhuis van de Fowls, waarna hij vlucht .
Turf had ooit net als alle dwergen magische eigenschappen, maar is deze kwijtgeraakt omdat hij zonder toestemming, van de mensen, hun huis bezocht. Wel is hij net als alle dwergen bedreven in het graven van tunnels en mijnschachten. Hij houdt van luxe en geeft maar weinig om de wet. Hij heeft verschillende keren in de cel gezeten wegens diefstal van elFBI materialen.
In de loop van de serie gaat hij steeds meer geven om Artemis, Holly en Julius. Deze nemen hem meestal ongevraagd mee op sleeptouw tijdens hun avonturen.

## Secundaire personages

### Familie Fowl
Artemis Fowl IArtemis’ vader. Ergens voor aanvang van het eerste boek probeerde hij alle zaken van de Fowl-familie te legaliseren, maar wordt gevangen door de Russische maffia wanneer hij een deal maakt met de Sovjets. Hierna wordt er jarenlang niets meer van hem vernomen en wordt hij officieel dood verklaard. Zijn afwezigheid is een belangrijk onderdeel van de plot in de eerste twee boeken. In het tweede boek keert hij levend en wel terug.
Angeline Fowlde moeder van Artemis. Na de verdwijning van haar echtgenoot, Artemis Fowl I, raakt ze in een depressie. In het eerste boek lijdt ze aan schizofrenie en hallucinaties. Ze heeft een bijrol in de eerste zes boeken van de reeks.
Myles en Beckett Fowleen tweeling en de jongere broers van Artemis. Myles is de slimste en oudste van de twee. Beckett heeft gemiddelde intelligentie en praat vaak over zichzelf in de derde persoon.

### Familie Butler
Juliet Butlerde jongere zus van Domovoi Butler. Ze is het enige familielid van hem dat een rol speelt in de serie. Domovoi is erg op haar gesteld. In de eerste twee boeken is ze een lijfwacht in opleiding. Op haar achttiende kan ze reeds een bewegend doel raken met elk soort wapen dat er bestaat. Ze heeft verder talenten op het gebied van worstelen, dit gaat ze uiteindelijk doen onder de artiestennaam; De Jade Prinses. Juliet speelt vooral een grote rol in het derde boek, waarin ze Domovoi (die dan aan het herstellen is van een zware verwonding) tijdelijk vervangt als Artemis’ lijfwacht.
The MayorArtemis Fowl I’s lijfwacht. Hij is ten tijde van de verhalen niet meer in leven, maar er wordt wel over hem gesproken. Hij kwam om het leven toen de Russische Maffia Artemis Fowl I gevangennam en daarbij diens boot opblies.
Virgil Butlerde eerste Butler die ooit een Fowl diende. Hij was de lijfwacht van Lord Hugo de Folé.

### Minerva Paradizo
Een 12-jarig meisje, en net als Artemis een wonderkind. Ze probeert altijd te bewijzen dat ze slimmer is dan hij. Ze maakt haar debuut in het vijfde boek, waarin ze het bestaan van de magische wereld wil onthullen. Artemis kan haar hiervan weerhouden.
Net als Artemis ondergaat Minerva in de serie duidelijk een verandering qua persoonlijkheid. Bij haar introductie is ze net zoals Artemis in het eerste boek; egoïstisch en gedreven door hebzucht. Dit verandert nadat ze Artemis leert kennen en hij haar meer vertelt over de magische wereld.

### Nr.1
Een krachtige duistere heksenmeester. Hij maakt zijn opwachting in het vijfde en zesde boek. Volgens zijn leraar, Qwan, is Nr.1 de krachtigste heksenmeester die ooit bestaan heeft.
Nr.1 is anders dan veel andere demonen. Hij is fel tegen veel demonische tradities en tegen de onderdrukking van imps. Nr.1 is intelligent, maar vertoond ook vaak kinderlijk en naïef gedrag. Hij heeft ook maar weinig zelfvertrouwen en trots.

### Qwan
De laatste van de originele zeven Warlocks, en leraar van Nº1. Hij maakt zijn opwachting in het vijfde boek.
Qwan heeft duizenden jaren opgesloten gezeten in een versteende vorm. Chronologisch is hij 10.000 jaar oud, maar zijn uiterlijk en gedrag doen hem veel jonger lijken. Hij heeft een raar gevoel voor humor.

### Julius Root
De commandant van de opsporingsafdeling van de elfBI. Hij heeft de persoonlijkheid van een oude soldaat. Zo rookt hij zware sigaren en heeft een kort lontje. Zijn gezicht is vaak paars van woede. Diep van binnen geeft hij echter wel om zijn ondergeschikten en de mensen die hij dient.
Julius volgt protocollen en reglementen altijd uitermate nauwkeurig op, maar is soms bereid een regel te overtreden als dat nodig is. In het vierde boek sterft hij na een aanslag van Opal Koboi.

### Opal Koboi
Een narcistische elf en de primaire antagonist van het tweede, vierde, zesde en achtste boek. Ze is een genie, maar tegelijk ook paranoïde en gedreven door wraak. Ze was onder andere het meesterbrein achter een oorlog gevoerd door kobolden.

### Luitenant Pico Knuppel
Een psychopathische en machtsbeluste luitenant van de elfBI. Hij komt in de eerste twee boeken voor, waarin hij de macht binnen de elfBI probeert te grijpen door zich te ontdoen van Julius Root. Zijn gezicht is verminkt als gevolg van een ongeluk met een verdovingspijl in combinatie met een illegale drug. In het tweede boek werkt hij samen met Opal Koboi.

### Jon Spiro
Een zakenman uit Chicago en eigenaar van het bedrijf Fission Chips. Antagonist in het derde boek. Hij heeft connecties met onder andere de maffia en dankt zijn succes voornamelijk aan gestolen research. Hij kan erg kwaad worden en reageert dit dan altijd af op anderen. Hij probeert in het derde boek Artemis te vermoorden en een uitvinding van hem, de Zie-kubus, te stelen.

### Leon Abbot
Een antagonist uit het vijfde boek. Hij is een demon die eeuwen geleden de warlocks versloeg en toen fuseerde met de leerlingwarlock Qweffor. Hierdoor verkreeg hij Qweffors magie. In het boek leert hij van Minerva de geheimen van de mensen. Leons demonische naam is N'zall.

### Billy Kong
Alias Jonah Lee. Hij komt oorspronkelijk uit Taiwan. In zijn jeugd heeft zijn broer hem verteld over het bestaan van demonen om een moord te verhullen. Door dit verhaal is Billy altijd op demonen blijven jagen. Zodoende raakt hij in het vijfde boek betrokken bij de praktijken van Minerva Paradizo. Hij verliest door zijn obsessie voor demonen langzaam zijn grip op de realiteit . Zo probeert hij Nr.1 te doden en keert zich zelfs tegen Minerva.

### Damon Kronksi
De leider van een sekte die van mening is dat elk wezen dat niet van direct belang is voor mensen uitgeroeid moet worden. Elk jaar houdt hij een conferentie waarbij zijn volgelingen jagen op bedreigde diersoorten. Artemis probeerde hem ooit op jonge leeftijd de laatste zijdesifaka te verkopen.

### Ark Sool
Ark Sool is een lange, dunne gnome die na de dood van Julius Root het bevel over de elfBI overneemt en Holly Short ontslaat uit de elfBI. Tegen boek zeven is hij echter weer uit het korps gezet.